# Бені-Мхемед
Бені-Мхемед (араб. بني محمد) — село в Тунісі, у вілаєті Кебілі. Знаходиться за 20 км від адміністративного центру вілаєту — м. Кебілі. 
| Туніс | Це незавершена стаття з географії Тунісу. Ви можете допомогти проєкту, виправивши або дописавши її. |